# Nepherites I.
Nepherites I., auch Nefaarud I., war der Begründer und erste Pharao (König) der 29. Dynastie, der „vier Könige von Mendes“ (Manetho).

## Herrschaft
Nepherites I. ergriff im Herbst des Jahres 399 v. Chr. die Macht und ließ seinen Vorgänger Amyrtaios gefangen nehmen und hinrichten. So steht es in einem aramäischen Papyrus (Papyrus Brooklyn 13). Er ließ sich in Memphis oder Sais krönen. Danach residierte er in Sais oder Mendes. Außenpolitisch ist zu erwähnen, dass er Sparta im Krieg gegen Persien unterstützte. Er lieferte 500.000 Scheffel Getreide und die Ausrüstung für 100 Trieren. Militärisch beteiligte er sich jedoch nicht.
Innenpolitisch ist vor allem seine Bautätigkeit bezeugt. In Mendes selber (heute Tell er-Rubsa, Tell Temai) wurde schon 1869 ein Uschebti des Nepherites I. gefunden, der sich zusammen mit weiteren spärlichen Resten einer Bestattung in einem Sarkophag aus schwarzem Granit befand, der in einen äußeren Kalksteinsarkophag eingelassenen war. Vermutlich handelte es sich dabei um sein Begräbnis. Aus Mendes stammt auch das Fragment eines Granittores und Blöcke des Thottempels. Aus Buto ist eine Statue des Pharao bekannt geworden. Ursprünglich vielleicht aus Memphis stammt ein Basaltsphinx (jetzt im Louvre). In Mittel- und Oberägypten ist Nepherites I. vor allem in Karnak bezeugt (vielleicht Baubeginn der Kapelle des Achoris; Opfermagazine im Süden des Heiligen Sees; verschiedene Blöcke), sowie durch einen im Weißen Kloster von Sohag verbauten Naos. Ein Priester einer Statue des Nepherites I. ist aus Achmim bekannt. In seine Regierungszeit datierbar sind nur private Denkmäler, so vier Serapeumstelen aus Sakkara (woher auch eine Fayenceplakette stammt; Jahr 2) und eine Mumienbinde mit demotischer Aufschrift (Jahr 4).
Vielleicht stammte Nektanebos, der Begründer der 30. Dynastie, letztlich von Nepherites I. ab.

## Mögliches Grab
Archäologen der Universität Toronto und Washington haben 1992/93 in Mendes ein Grab entdeckt, das eventuell Nepherites zugeschrieben werden kann.

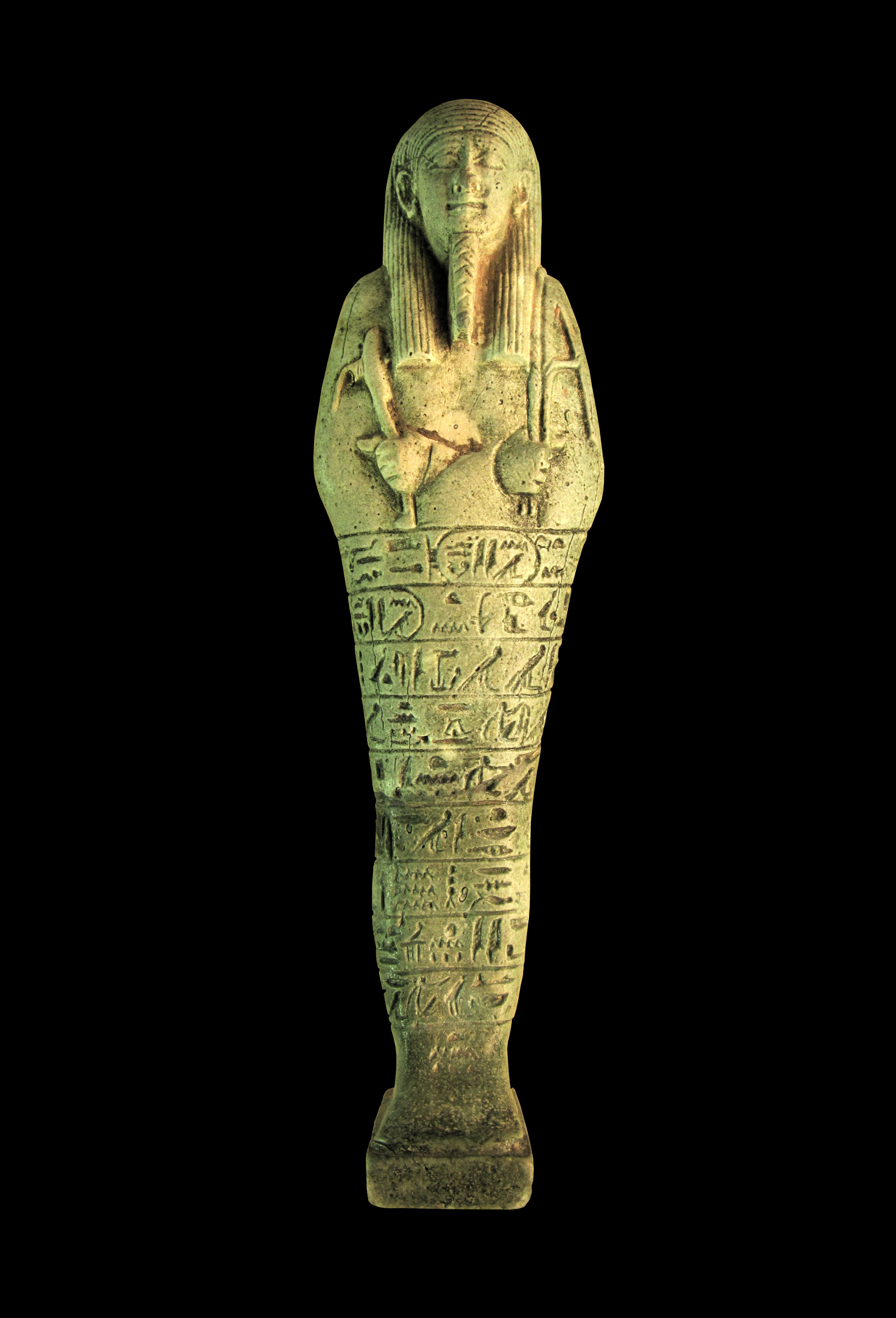
Uschebti von Nepherites I.

In dem Grab befand sich ein Uschebti mit dem Namen des Königs; ein letztendlicher Beweis für die Zuweisung des Grabes fehlt jedoch. Obwohl es noch weitere Beigaben und einen großen Kalksteinsarkophag enthielt, wird davon ausgegangen, dass es von den Persern 343 v. Chr. zerstört wurde. In der Grabanlage wurden zudem Keramikvasen mit eingewickelten Fischkörpern und Stelen mit Fischdarstellungen gefunden. Diese werden als Votivgaben interpretiert und könnten auf einen früheren Tempel der Fischgöttin Hatmehit hindeuten.